# 相澤伸郎
相澤 伸郎（あいざわ のぶお、1969年2月2日 - ）は、テレビ愛知のアナウンサー。

## 来歴
早稲田大学卒業後、1991年にテレビ愛知にアナウンサーとして入社。以来、報道番組とバラエティ番組色の強い情報番組を中心に出演している。また、ナレーションも数多く手掛けている。
殊にエンターテインメント方面での活動が目立っており、テレビ愛知が荒井千里、水口美希、改野由佳（いずれも退職）の3人の女性アナウンサーユニット「10〜っと歌い隊」を企画した際には、相澤が彼女たちの歌の振り付けを担当した。テレビ愛知公式サイトに掲載されているエンタメ記事も、多くは相澤の手によるものである。
2011年7月24日のアナログ放送終了の案内を、11時57分頃からのニュース読みを兼ねて担当した。

## 人物
- 早稲田大学在学時にはミュージカル研究会の幹事長を務めていた[3]。
- モットーは「愛」。
- 2019年9月に結婚。独身だった頃[4]は『ハヤルンダモン宮殿』や『ハヤルンダモン探偵団』では、独身であることを自ら番組進行をする際の話のネタにしていた[5]。また、『データで解析!サンデージャーナル』で共演する黒田有からは、「冷蔵庫を買わない」等、ケチであることを暴露されている[6]。

## 現在の担当番組
- 5時スタ（リポーター・祝日にキャスターとして出演することもある）
- 世界コスプレサミット関連特番（司会）
- 乃木坂46 佐藤楓 音色遺産〜愛知69市区町村の音集め〜（ナレーション）

## 過去の担当番組
- TXNニュースアイ テレビ愛知ローカルパート（メインキャスター）
- 板東英二の虹スタ! （ナレーター）
- 遊びに行こっ! （ナレーター）
- ニュース&ワイド マイユウ! （「マイユウ!MARKET」担当）
- 情報満載（後期司会）
- Second Call （月曜・火曜担当）
- シネマ'Sコープ（ナレーター）
- ハヤルンダモン宮殿（執事役）
- NEWS FINE アイ（リポーター）
- 3時のつボッ! （リポーター・ナレーター）
- NEWS FINE テレビ愛知ローカルパート（キャスター）
- NEWSアンサー テレビ愛知ローカルパート（キャスター）
- NEWSアンサー ローカルパート（リポーター）
- ハヤルンダモン探偵団（所長役）
- 山浦ひさしのトコトン!1スタ（「日刊1スタ」「週刊1スタ」担当）
- トコトン!サタデー（「城のある街へ」担当）
- ゆうがたサテライト（リポーター）
- データで解析!サンデージャーナル（進行役）

### Locipo
- SKE48の名古屋4局のアナウンサーを8週連続で呼び出したった。（2020年12月11日）- ゲスト出演　　[7]

## 特別出演
- 超劇場版ケロロ軍曹2 深海のプリンセスであります! （声優出演 サメ型ナイトメア役）
- トミカヒーロー レスキューファイアー（第42話 ニュースキャスター役）